# Агент по имени Далила
«Агент по имени Далила» — телефильм режиссёра Ричарда Франклина, триллер с главными ролями Ким Кэттролл, Билли Зейна, Дайаны Ригг, Йорго Вояджис и Франсуа Гетари. Просматривать этот фильм можно детям от 13 лет вместе с родителями.

## Сюжет
Во время выполнения одного из своих заданий погибла прекрасная женщина Далила, секретный агент. На её основе учёные решили сделать получеловека — полуробота — киборга, который должен продолжить борьбу с врагом. Далила выполняет своё очередное задание — она должна найти террориста, который хочет сделать атомную бомбу. Она отправляется в погоню за ним — террорист следует в Россию, чтобы раздобыть там плутоний. Во время погони она выясняет, что это тот, кто убил её когда она ещё была человеком.

## В ролях
- Ким Кэттролл — Далила
- Билли Зейн — Поль
- Дайана Ригг — Джудит
- Йорго Вояджис — Алек Кашариан
- Франсуа Гетари — Лукас
- Филип Соколофф — иракский учёный
- Даун Комер — техник лаборатории, специалист по языкам

## Интересные факты
- Фильм был показан впервые 29 августа 1994 года в США
- В русском переводе фильм имеет и другое название — «Бегущая Далила»
- Фильм выходил в двух версиях: стандартная имеет длину 85 минут, а полная — 97 минут
- Фильм был создан в 1992 году, но был показан по телевидению только в 1994 году
- Фильм является пилотом для несуществующего сериала.